# اچ‌ام‌سی‌اس تریل (کی۱۷۴)
اچ‌ام‌سی‌اس تریل (کی۱۷۴) (به انگلیسی: HMCS Trail (K174)) یک کشتی بود که طول آن ۲۰۵ فوت (۶۲٫۴۸ متر) بود. این کشتی در سال ۱۹۴۱ ساخته شد.